# 田上孝一
田上 孝一（たがみ こういち、1967年 - ）は、日本の哲学者。
マルクス研究に軸足を置きつつ、応用倫理学の幅広いテーマについても研究・教育・執筆を行っている。
現在、立正大学非常勤講師、立正大学人文科学研究所研究員。また、社会主義理論学会の事務局長を務める。

## 略歴
- 1967年：東京都江東区亀戸に生誕
- 1989年3月：法政大学文学部哲学科を卒業
- 1991年3月：立正大学大学院文学研究科哲学専攻修士課程を修了
- 1994年～現在：大学非常勤講師として教鞭をとる
- 2000年7月：立正大学より博士（文学）を取得。博士論文題目「初期マルクスの疎外論 - 疎外論超克説批判」（主査：岩淵慶一、副査：清水多吉、岩佐茂（一橋大学））[1]

## 著作
- 『初期マルクスの疎外論 - 疎外論超克説批判』（時潮社） 2000
- 『実践の環境倫理学 - 肉食・タバコ・クルマ社会へのオルタナティヴ』（時潮社） 2006
- 『フシギなくらい見えてくる! 本当にわかる倫理学』（日本実業出版社） 2010
- 『マルクス疎外論の諸相』（時潮社） 2013
- 『マルクス疎外論の視座』（本の泉社） 2016
- 『環境と動物の倫理』（本の泉社） 2017
- 『マルクス哲学入門』（社会評論社） 2018
- 『99％のためのマルクス入門』（晶文社） 2021
- 『はじめての動物倫理学』（集英社新書）2021
- 『これからの社会主義入門　環境の世紀における批判的マルクス主義』（あけび書房）2023
- 『マルクスの名言力　パンチラインで読むマルクス入門』（晶文社）2023

### 共著
- 『社会主義・市場・疎外』（岩淵慶一, 三階徹, 瀬戸明, 田島慶吾共著、時潮社） 1996
- 『技術者倫理を考える - 持続可能な社会をめざして』（石塚正英編著、石塚正英, 山家歩, 黒木朋興, 小沼史彦, 上本昌昭, 杉山精一, 川島祐一共著、昭晃堂） 2013、のち朝倉書店 2014
- 『日本語表現力 - アカデミックライティングのための基礎トレーニング』（石塚正英, 黒木朋興編著、工藤豊, 楠秀樹, 米田祐介, 松村比奈子, 加藤敦也, 千金楽健, 助川幸逸郎, 明石雅子、朝倉書店） 2016

### 編著
- 『〈人間〉の系譜学 - 近代的人間像の現在と未来』（助川幸逸郎, 黒木朋興共編、東海大学出版会） 2008
- 『現代文明の哲学的考察』（西田照見共編、社会評論社） 2010
- 『グローバリゼーション再審 - 新しい公共性の獲得に向けて』（平井達也, 助川幸逸郎, 黒木朋興共編、時潮社） 2012
- 『権利の哲学入門』（社会評論社） 2017
- 『政府の政治理論 - 思想と現実』（菊池理夫, 有賀誠共編、晃洋書房） 2017

## 連載

### ウェブ
- 「楽しく学ぶ倫理学」（ブリタニアグループ） 2015年12月～現在